# Folding@home
Folding@home (förkortat FAH eller F@h) är ett distributed computing-projekt avsett för att utföra beräkningsintensiva simulationer av proteinveckning och för att förbättra metoderna som används inom området. Projektet startades 1 oktober 2000 och underhålls av Pandegruppen vid Stanford University.
Folding@home är världens kraftfullaste nätverk för distribuerade beräkningar, enligt Guiness. 2020 flerfaldigades beräkningskraften genom en stor uppslutning kring forskningsansatser rörande Covid-19.

## Projektets mål
Avsikten med Folding@home är att åstadkomma korrekta simuleringar av proteinveckning och misslyckade veckningar i syfte att bättre förstå många sjukdomar, däribland sicklecellanemi, Alzheimers, Huntingtons sjukdom, Parkinsons sjukdom, galna ko-sjukan, cystisk fibros, osteogenesis imperfecta och cancer. 2020 blev Covid-19 en prioriterad sjukdom. Proteinveckning, hur proteiner bygger upp sin funktionella struktur, är även en av de största frågorna inom molekylär biologi. Hittills har Folding@home lyckats simulera proteinveckning i ett intervall på 5 till 10 mikrosekunder, vilket är en mycket längre simulering än vad man tidigare trodde var möjligt. En rapport från University of Illinois at Urbana-Champaign från 22 oktober 2002 konstaterar att Folding@home:s distribuerade simuleringar av proteinveckningar är korrekta.

## Funktion
Folding@home använder sig inte av superdatorer för beräkningskraft utan använder flera hundratusentals persondatorer med ett speciellt klientprogram installerat. Klienten körs i bakgrunden och använder processor- och/eller grafikkortskraft som för tillfället inte används av användaren. Klienten ansluter då och då till Internet för att hämta en ny "arbetsenhet", som är datapaket som beräkningarna grundas på.
Deltagare i projektet kan ange ett speciellt användarnamn och kan på så sätt hålla koll på sina bidrag till projektet via en statistiksida på projektets hemsida.
Förutom vanliga klienter som utnyttjar datorns CPU finns även klienter som använder sig av datorns GPU. Under en period fanns en klient för spelkonsolen Playstation 3.

## Resultat
Följande peer-review-granskade artiklar använder forskning från Folding@home.

### 2000–2001
- M. R. Shirts and V. S. Pande. (10 mars 2000). ”Screen Savers of the World, Unite!”. Science "290":  ss. 1903–1904. doi:10.1126/science.290.5498.1903. PMID 17742054.
- Michael R. Shirts and Vijay S. Pande (10 mars 2001). ”Mathematical Analysis of Coupled Parallel Simulations”. Physical Review Letters "86" (22):  ss. 4983–4987. doi:10.1103/PhysRevLett.86.4983.
- Bojan Zagrovic, Eric J. Sorin and Vijay Pande (10 mars 2001). ”b-Hairpin Folding Simulations in Atomistic Detail Using an Implicit Solvent Model”. Journal of Molecular Biology "313":  ss. 151–169. doi:10.1006/jmbi.2001.5033.

### 2002
- Stefan M. Larson, Christopher D. Snow, Michael R. Shirts, and Vijay S. Pande (2002) "Folding@home and Genome@home: Using distributed computing to tackle previously intractable problems in computational biology", Stefan M. Larson, Christopher D. Snow, Michael R. Shirts, and Vijay S. Pande. To appear in Computational Genomics, Richard Grant, editor, Horizon Press
- Bojan Zagrovic, Christopher D. Snow, Michael R. Shirts, and Vijay S. Pande. (10 mars 2002). ”Simulation of Folding of a Small Alpha-helical Protein in Atomistic Detail using Worldwide distributed Computing”. Journal of Molecular Biology "323":  ss. 927–937. doi:10.1016/S0022-2836(02)00997-X.
- Bojan Zagrovic, Christopher D. Snow, Siraj Khaliq, Michael R. Shirts, and Vijay S. Pande (10 mars 2002). ”Native-like Mean Structure in the Unfolded Ensemble of Small Proteins”. Journal of Molecular Biology "323":  ss. 153–164. doi:10.1016/S0022-2836(02)00888-4.
- Christopher D. Snow, Bojan Zagrovic, and Vijay S. Pande (10 mars 2002). ”The Trp Cage: Folding Kinetics and Unfolded State Topology via Molecular Dynamics Simulations”. Journal of the American Chemical Society "124":  ss. 14548–14549. doi:10.1021/ja028604l.

### 2003
- Vijay S. Pande, Ian Baker, Jarrod Chapman, Sidney P. Elmer, Siraj Khaliq, Stefan M. Larson, Young Min Rhee, Michael R. Shirts, Christopher D. Snow, Eric J. Sorin, Bojan Zagrovic (10 mars 2003). ”Atomistic protein folding simulations on the submillisecond timescale using worldwide distributed computing”. Biopolymers "68":  ss. 91–109. doi:10.1002/bip.10219.
- Young Min Rhee & Vijay S. Pande (10 mars 2003). ”Multiplexed-Replica Exchange Molecular Dynamics Method for Protein Folding Simulation”. Biophysical Journal "84" (2):  ss. 775–786.
- Eric J. Sorin, Young Min Rhee, Bradley J. Nakatani & Vijay S. Pande (10 mars 2003). ”Insights Into Nucleic Acid Conformational Dynamics from Massively Parallel Stochastic Simulations”. Biophysical Journal "85":  ss. 790–803.
- Bojan Zagrovic and Vijay S. Pande (10 mars 2003). ”Solvent Viscosity Dependence of the Folding Rate of a Small Protein: Distributed Computing Study”. Journal of Computational Chemistry "24" (12):  ss. 1432–1436. doi:10.1002/jcc.10297.
- Michael R. Shirts, Jed W. Pitera, William C. Swope, and Vijay S. Pande (10 mars 2003). ”Extremely precise free energy calculations of amino acid side chain analogs: Comparison of common molecular mechanics force fields for proteins”. Journal of Chemical Physics "119" (11):  ss. 5740–5761. doi:10.1063/1.1587119.
- Michael R. Shirts, Eric Bair, Giles Hooker, and Vijay S Pande (10 mars 2003). ”Equilibrium Free Energies from Nonequilibrium Measurements Using Maximum-Likelihood Methods”. Physical Review Letters "91" (14). doi:10.1103/PhysRevLett.91.140601.
- Bojan Zagrovic & Vijay S Pande (10 mars 2003). ”Structural correspondence between the alpha-helix and the random-flight chain resolves how unfolded proteins can have native-like properties”. Nature Structural Biology "10" (11):  ss. 955–961. doi:10.1038/nsb995.

### 2004
- Eric J. Sorin, Bradley J. Nakatani, Young Min Rhee, Guha Jayachandran, V Vishal, & Vijay S Pande (10 mars 2004). ”Does Native State Topology Determine the RNA Folding Mechanism?”. Journal of Molecular Biology "337":  ss. 789–757. doi:10.1016/j.jmb.2004.02.024.
- Christopher D. Snow, Linlin Qiu, Deguo Du, Feng Gai, Stephen J. Hagen, & Vijay S Pande (10 mars 2004). ”Trp zipper folding kinetics by molecular dynamics and temperature-jump spectroscopy”. Proceedings of the National Academy of Sciences, USA "101" (12):  ss. 4077–4082. doi:10.1073/pnas.0305260101.
- Young Min Rhee, Eric J. Sorin, Guha Jayachandran, Erik Lindahl, & Vijay S Pande (10 mars 2004). ”Simulations of the role of water in the protein-folding mechanism”. Proceedings of the National Academy of Sciences, USA "101" (17):  ss. 6456–6461. doi:10.1073/pnas.0307898101.
- Nina Singhal, Christopher D. Snow, and Vijay S. Pande (10 mars 2004). ”Using path sampling to build better Markovian state models: Predicting the folding rate and mechanism of a tryptophan zipper beta hairpin”. Journal of Chemical Physics "121":  ss. 415–425. doi:10.1063/1.1738647.
- L. T. Chong, C. D. Snow, Y. M. Rhee, and V. S. Pande. (10 mars 2004). ”Dimerization of the p53 Oligomerization Domain: Identification of a Folding Nucleus by Molecular Dynamics Simulations”. Journal of Molecular Biology "345":  ss. 869–878. doi:10.1016/j.jmb.2004.10.083.

### 2005
- Eric J. Sorin, Young Min Rhee, and Vijay S. Pande (10 mars 2005). ”Does Water Play a Structural Role in the Folding of Small Nucleic Acids?”. Biophysical Journal "88":  ss. 2516–2524. doi:10.1529/biophysj.104.055087.
- Eric J. Sorin and Vijay S. Pande (10 mars 2005). ”Exploring the Helix-Coil Transition via All-atom Equilibrium Ensemble Simulations”. Biophysical Journal "88":  ss. 2472–2493. doi:10.1529/biophysj.104.051938.
- Eric J. Sorin and Vijay S. Pande (10 mars 2005). ”Empirical Force-Field Assessment: The Interplay Between Backbone Torsions and Noncovalent Term Scaling”. Journal of Computational Chemistry "26":  ss. 682–690. doi:10.1002/jcc.20208.
- C. D. Snow, E. J. Sorin, Y. M. Rhee, and V. S. Pande. (10 mars 2005). ”How well can simulation predict protein folding kinetics and thermodynamics?”. Annual Reviews of Biophysics "34":  ss. 43–69. doi:10.1146/annurev.biophys.34.040204.144447.
- Bojan Zagrovic, Jan Lipfert, Eric J. Sorin, Ian S. Millett, Wilfred F. van Gunsteren, Sebastian Doniach & Vijay S. Pande (10 mars 2005). ”Unusual compactness of a polyproline type II structure”. Proceedings of the National Academy of Sciences, USA "102" (33):  ss. 11698–11703. doi:10.1073/pnas.0409693102.
- Michael R. Shirts & Vijay S. Pande (10 mars 2005). ”Comparison of efficiency and bias of free energies computed by exponential averaging, the Bennett acceptance ratio, and thermodynamic integration”. Journal of Chemical Physics "122". doi:10.1063/1.1873592.
- Michael R. Shirts & Vijay S. Pande (10 mars 2005). ”Solvation free energies of amino acid side chain analogs for common molecular mechanics water models”. Journal of Chemical Physics "122". doi:10.1063/1.1877132.
- Sidney Elmer, Sanghyun Park, & Vijay S. Pande (10 mars 2005). ”Foldamer dynamics expressed via Markov state models. I. Explicit solvent molecular-dynamics simulations in acetonitrile, chloroform, methanol, and water”. Journal of Chemical Physics "123". doi:10.1063/1.2001648.
- Sidney Elmer, Sanghyun Park, & Vijay S. Pande (10 mars 2005). ”Foldamer dynamics expressed via Markov state models. II. State space decomposition”. Journal of Chemical Physics "123". doi:10.1063/1.2008230.
- Sanghyun Park, Randall J. Radmer, Teri E. Klein, and Vijay S. Pande (10 mars 2005). ”A New Set of Molecular Mechanics Parameters for Hydroxyproline and Its Use in Molecular Dynamics Simulations of Collagen-Like Peptides”. Journal of Computational Chemistry "26":  ss. 1612–1616. doi:10.1002/jcc.20301.
- Hideaki Fujutani, Yoshiaki Tanida, Masakatsu Ito, Guha Jayachandran, Christopher D. Snow, Michael R. Shirts, Eric J. Sorin, and Vijay S. Pande (10 mars 2005). ”Direct calculation of the binding free energies of FKBP ligands using the Fujitsu BioServer massively parallel computer”. Journal of Chemical Physics "123". doi:10.1063/1.1999637.
- Nina Singhal and Vijay S. Pande (10 mars 2005). ”Error Analysis and efficient sampling in Markovian State Models for protein folding”. Journal of Chemical Physics "123". doi:10.1063/1.2116947.
- Bojan Zagrovic, Guha Jayachandran, Ian S. Millett, Sebastian Doniach and Vijay S. Pande (10 mars 2005). ”How large is alpha-helix in solution? Studies of the radii of gyration of helical peptides by SAXS and MD”. Journal of Chemical Physics "353":  ss. 232–241. doi:10.1016/j.jmb.2005.08.053.

### 2006
- Paula Petrone and Vijay S. Pande (10 mars 2006). ”Can conformational change be described by only a few normal modes?”. Biophysical Journal "90":  ss. 1583–1593. doi:10.1529/biophysj.105.070045.
- Eric J. Sorin, Young Min Rhee, Michael R. Shirts, and Vijay S. Pande (10 mars 2006). ”The solvation interface is a determining factor in peptide conformational preferences”. Journal of Molecular Biology "356":  ss. 248–256. doi:10.1016/j.jmb.2005.11.058.
- Eric J. Sorin and Vijay S. Pande (10 mars 2006). ”Nanotube confinement denatures protein helices”. Journal of the American Chemical Society "128":  ss. 6316–6317. doi:10.1021/ja060917j.
- Young Min Rhee and Vijay S. Pande (10 mars 2006). ”On the role of chemical detail in simulating protein folding kinetics”. Chemical Physics "323":  ss. 66–77. doi:10.1016/j.chemphys.2005.08.060.
- L.T. Chong, W. C. Swope, J. W. Pitera, and V. S. Pande (10 mars 2006). ”A novel approach for computational alanine scanning: application to the p53 oligomerization domain”. Journal of Molecular Biology "357" (3):  ss. 1039–1049. doi:10.1016/j.jmb.2005.12.083.
- I. Suydam, C. D. Snow, V. S. Pande and S. G. Boxer. (10 mars 2006). ”Electric Fields at the Active Site of an Enzyme: Direct Comparison of Experiment with Theory”. Science "313" (5784):  ss. 200–204. doi:10.1126/science.1127159.
- P. Kasson, N. Kelley, N. Singhal, M. Vrjlic, A. Brunger, and V. S. Pande (10 mars 2006). ”Ensemble molecular dynamics yields submillisecond kinetics and intermediates of membrane fusion”. Proceedings of the National Academy of Sciences, USA "103" (32):  ss. 11916–11921. doi:10.1073/pnas.0601597103.
- Guha Jayachandran, V. Vishal, and V. S. Pande (10 mars 2006). ”Folding Simulations of the Villin Headpiece in All-Atom Detail”. Journal of Chemical Physics "124". doi:10.1063/1.2186317.
- Guha Jayachandran, M. R. Shirts, S. Park, and V. S. Pande (10 mars 2006). ”Parallelized Over Parts Computation of Absolute Binding Free Energy with Docking and Molecular Dynamics”. Journal of Chemical Physics "125". doi:10.1063/1.2221680.
- C. Snow and V. S. Pande (10 mars 2006). ”Kinetic Definition of Protein Folding Transition State Ensembles and Reaction Coordinates”. Biophysical Journal "91":  ss. 14–24. doi:10.1529/biophysj.105.075689.
- S. Park and V. S. Pande (10 mars 2006). ”A Bayesian Update Method for Adaptive Weighted Sampling”. Physical Review "74" (6). doi:10.1103/PhysRevE.74.066703.
- P. Kasson and V. S. Pande (10 mars 2006). ”Predicting structure and dynamics of loosely-ordered protein complexes: influenza hemagglutinin fusion peptide”. PSB. doi:10.1142/9789812772435_0005. PMID 17992744.
- Erich Elsen, Mike Houston, V. Vishal, Eric Darve, Pat Hanrahan, and Vijay Pande (10 mars 2006). ”N-Body simulation on GPUs”. Proceedings of the 2006 ACM/IEEE conference on Supercomputing. doi:10.1145/1188455.1188649.

### 2007
- Guha Jayachandran, V. Vishal, Angel E. Garcıa and V. S. Pande (10 mars 2007). ”Local structure formation in simulations of two small proteins”. Journal of Structural Biology "157" (3):  ss. 491–499. doi:10.1016/j.jsb.2006.10.001.
- Adam L Beberg and Vijay S. Pande (10 mars 2007). ”Storage@home: Petascale Distributed Storage”. IPDPS. doi:10.1109/IPDPS.2007.370672.
- J. Chodera, N. Singhal, V. S. Pande, K. Dill, and W. Swope (10 mars 2007). ”Automatic discovery of metastable states for the construction of Markov models of macromolecular conformational dynamics”. Journal of Chemical Physics "126" (15). PMID 17461665.
- D. Lucent, V. Vishal, V. S. Pande (10 mars 2007). ”Protein folding under confinement: a role for solvent”. Proceedings of the National Academy of Sciences, USA "104" (25):  ss. 10430–10434. doi:10.1073/pnas.0608256104.
- P. M. Kasson, A. Zomorodian, S. Park, N. Singhal, L. J. Guibas, and V. S. Pande (10 mars 2007). ”Persistent voids: a new structural metric for membrane fusion”. Bioinformatics. doi:10.1093/bioinformatics/btm250.
- P. M. Kasson and V. S. Pande (10 mars 2007). ”Control of Membrane Fusion Mechanism by Lipid Composition: Predictions from Ensemble Molecular Dynamics”. PLoS Computational Biology "3" (11). doi:10.1371/journal.pcbi.0030220.
- D. Ensign, P. M. Kasson, and V. S. Pande (10 mars 2007). ”Heterogeneity Even at the Speed Limit of Folding: Large-scale Molecular Dynamics Study of a Fast-folding Variant of the Villin Headpiece”. Journal of Molecular Biology "374" (3):  ss. 806–816. doi:10.1016/j.jmb.2007.09.069.
- Alex Robertson, Edgar Luttmann, Vijay S. Pande (10 mars 2007). ”Effects of long-range electrostatic forces on simulated protein folding kinetics”. Journal of Computational Chemistry "29" (5):  ss. 694–700. doi:10.1002/jcc.20828.
- Nina Singhal Hinrichs and Vijay S. Pande (10 mars 2007). ”Calculation of the distribution of eigenvalues and eigenvectors in Markovian state models for molecular dynamics”. Journal of Chemical Physics "126". doi:10.1063/1.2740261.

### 2008
- Xuhui Huang, Gregory R. Bowman,and Vijay S. Pande (10 mars 2008). ”Convergence of folding free energy landscapes via application of enhanced sampling methods in a distributed computing environment”. Journal of Chemical Physics "128" (20). PMID 18513049.
- Gregory R. Bowman, Xuhui Huang, Yuan Yao, Jian Sun, Gunnar Carlsson, Leonidas J. Guibas, and Vijay S. Pande (10 mars 2008). ”Structural Insight into RNA Hairpin Folding Intermediates”. Journal of the American Chemical Society "130" (30):  ss. 9676–9678. doi:10.1021/ja8032857.
- Nicholas W. Kelley, V. Vishal, Grant A. Krafft, and Vijay S. Pande. (10 mars 2008). ”Simulating oligomerization at experimental concentrations and long timescales: A Markov state model approach.”. Journal of Chemical Physics "129" (21). doi:10.1063/1.3010881.
- Paula M. Petrone, Christopher D. Snow, Del Lucent, and Vijay S. Pande (10 mars 2008). ”Side-chain recognition and gating in the ribosome exit tunnel”. Proceedings of the National Academy of Sciences, USA "105" (43):  ss. 16549–16554. doi:10.1073/pnas.0801795105.
- Edgar Luttmann, Daniel L. Ensign, Vishal Vaidyanathan, Mike Houston, Noam Rimon, Jeppe Øland, Guha Jayachandran, Mark Friedrichs, Vijay S. Pande (10 mars 2008). ”Accelerating Molecular Dynamic Simulation on the Cell processor and PlayStation 3”. Journal of Computational Chemistry "30" (2):  ss. 268–274. doi:10.1002/jcc.21054.

### 2009
- Peter M. Kasson and Vijay S. Pande (10 mars 2009). ”Combining Mutual Information with Structural Analysis to Screen for Functionally Important Residues in Influenza Hemagglutinin”. Pacific Symposium on Biocomputing "14":  ss. 492–503. PMID 19209725.
- Nicholas W. Kelley, Xuhui Huang, Stephen Tam, Christoph Spiess, Judith Frydman and Vijay S. Pande (10 mars 2009). ”The predicted structure of the headpiece of the Huntingtin protein and its implications on Huntingtin aggregation”. Journal of Molecular Biology. doi:10.1016/j.jmb.2009.01.032.
- M. S. Friedrichs, P. Eastman, V. Vaidyanathan, M. Houston, S. LeGrand, A. L. Beberg, D. L. Ensign, C. M. Bruns, V. S. Pande (10 mars 2009). ”Accelerating molecular dynamic simulation on graphics processing units”. Journal of Computational Chemistry. doi:10.1002/jcc.21209. PMID 19191337.
- D. L. Ensign and V. S. Pande (10 mars 2009). ”The Fip35 WW Domain Folds with Structural and Mechanistic Heterogeneity in Molecular Dynamics Simulations”. Biophysical Journal "96" (8):  ss. L53-55. PMID 19383445.
- V. A. Voelz, E. Luttmann, G. R. Bowman, and V.S. Pande (10 mars 2009). ”Probing the nanosecond dynamics of a designed three-stranded beta-sheet with massively parallel molecular dynamics simulation”. International Journal of Molecular Sciences.
- A. Beberg and V. S. Pande (10 mars 2009). ”Folding@home: lessons from eight years of distributed computing”. IEEE International Parallel and Distributed Processing Symposium.
- G. R. Bowman, X. Huang, and V. S. Pande (10 mars 2009). ”Using generalized ensemble simulations and Markov state models to identify conformational states”. Methods.
- G. R. Bowman and V. S. Pande (10 mars 2009). ”The Roles of Entropy and Kinetics in Structure Prediction”. PLoS One "4" (6):  ss. e5840. doi:10.1371/journal.pone.0005840.
- Peter M. Kasson, Daniel L. Ensign and Vijay S. Pande (10 mars 2009). ”Combining Molecular Dynamics with Bayesian Analysis To Predict and Evaluate Ligand-Binding Mutations in Influenza Hemagglutinin”. Journal of the American Chemical Society. PMID 19637916.

### Fotnoter
1. ↑  ”Folding@Home recognized by Guinness World Records” (på engelska). engadget. http://www.engadget.com/2007/10/31/folding-home-recognized-by-guinness-world-records/. Läst 3 december 2009.
2. ↑  C. Snow, H. Nguyen, V. S. Pande, and M. Gruebele. (10 mars 2002). ”Absolute comparison of simulated and experimental protein-folding dynamics”. Nature "420" (6911):  ss. 102–106. doi:10.1038/nature01160. PMID 12422224.
3. ↑  ”Folding@home - papers”. http://folding.stanford.edu/English/Papers. Läst 3 december 2009.